# Alice Superiore
Alice Superiore é uma comuna italiana da região do Piemonte, província de Turim, com cerca de 614 habitantes. Estende-se por uma área de 6 km², tendo uma densidade populacional de 102 hab/km². Faz fronteira com Trausella, Meugliano, Meugliano, Lessolo, Rueglio, Vico Canavese, Fiorano Canavese, Issiglio, Lugnacco, Pecco, Vistrorio.

## Demografia
| Variação demográfica do município entre 1861 e 2011                               |
|                                                                                   |
| Fonte: Istituto Nazionale di Statistica (ISTAT) - Elaboração gráfica da Wikipedia |